# Hans Stacey
Hans Stacey (1958. március 9. –) holland tereprali-versenyző, a kamionosok kategóriájában egy alkalommal nyerte meg a Dakar-ralit.
Első alkalommal 2004-ben vett részt a Dakar-ralin. Az évben egy DAF-al a kilencedik helyen ért célba. 2005 óta a MAN gyár kamionjával áll rajthoz. 2005-ben kiesett, 2006-ban második lett, még 2007-ben megnyerte a versenyt. 2008-ban, a terrorfenyegetettség miatt elmaradt Dakar-ralit, a Közép-Európa Rali helyettesítette, melyen Hans az első lett.
2009-ben a nevével ellentétben Dél-Amerikában megrendezett versenyen, a hatodik szakaszon kiesett.

## Eredményei a Dakar-ralin
| Év   | Útvonal                                  | Rajtszám | Csapat                        | Kamion                 | Helyezés                                       | Összidő   |
| ---- | ---------------------------------------- | -------- | ----------------------------- | ---------------------- | ---------------------------------------------- | --------- |
| 2004 | Clermont-Ferrand- Dakar                  | 442      | Team Tridec                   | DAF FAV CF85 4x4       | 9.                                             | 80h21'77" |
| 2005 | Barcelona - Dakar                        | 555      | Team Exact/MAN with a mission | MAN TGA 4x4 Special    | A 10. szakaszon kiesett                        | -         |
| 2006 | Lisszabon - Dakar                        | 524      | Team Exact/MAN with a mission | MAN TGA 4x4 Special    | 2.                                             | 73h43'25" |
| 2007 | Lisszabon - Dakar                        | 501      | Team Exact/MAN with a mission | MAN TGA 4x4 Special T4 | 1.                                             | 54h03'05" |
| 2008 | Lisszabon - Dakar                        | 600      | Team MAN with a mission 2     | MAN TGS 4X4 Special T4 | A versenyt terrorfenyegetettség miatt törölték |           |
| 2009 | Buenos Aires - Valparaíso - Buenos Aires | 500      | Team MAN with a mission 2     | MAN TGS 4X4 Special T4 | A 6. szakaszon kiesett                         | -         |